# Anne-Marie Dubois
 (août 2023).
Anne-Marie Dubois est une psychiatre et psychanalyste[réf. nécessaire] française. Elle est responsable scientifique du Musée d'Art et d'Histoire de l'Hôpital Sainte-Anne (MAHHSA). À ce titre, elle organise depuis 1994 des expositions au sein du MAHHSA, dont elle assure également le commissariat et les publications. En tant que secrétaire générale du Centre d’Étude de l’Expression, elle est responsable des formations d'art-thérapeutes.

## Biographie
Anne-Marie Dubois est interne à l'Hôpital Sainte-Anne et soutient son doctorat en médecine en 1978, à la faculté de médecine de Cochin Port Royal, Université Paris-Descartes. Elle obtient la spécialité de psychiatrie et de pédopsychiatrie en 1980. Entre 1981 et 2010, Anne-Marie Dubois est médecin-directeur d'un centre médico-psychologique en pédopsychiatrie à Paris. 
En 1994, Anne-Marie Dubois est reçue au concours de praticien hospitalier[réf. nécessaire]. Parallèlement à ses autres fonctions, elle exerce, de 1994 à 2018, à la Clinique des maladies mentales et de l'encéphale au Centre Hospitalier Sainte-Anne, en tant que responsable d’une unité fonctionnelle de psychothérapie à médiation artistique. 
En tant que psychanalyste, elle a complété sa formation à l'association psychanalytique de France.[réf. nécessaire]
En 2023, Anne-Marie Dubois a été nommée au grade de Chevalier de l’ordre des Arts et des Lettres, pour son implication au sein du MAHHSA, ses travaux et publications autour des œuvres de la Collection Sainte-Anne et leur inscription dans l’histoire de l’art et de la psychiatrie.[réf. nécessaire]

### Centre d'Étude de l'Expression
Depuis 1993, Anne-Marie Dubois est secrétaire générale du Centre d’Étude de l’Expression, une association reconnue d’intérêt générale qui assure quatre missions: la formation des arts thérapeutes, la documentation et la recherche dans le domaine des thérapies à médiation artistique, et la gestion d’une collection d’arts plastiques historique appelée depuis lors Collection Sainte-Anne.
Dès 1993, elle participe activement à la mise en valeur de la Collection Sainte-Anne par sa réhabilitation, sa restauration, des recherches historiques et l'organisation d’expositions temporaires. Entre 2010 et 2015, elle rédige le projet scientifique et culturel[réf. nécessaire] pour que la Collection Sainte-Anne puisse obtenir l’appellation Musée de France, afin qu’une reconnaissance advienne quant à cette collection, mais surtout pour assurer la protection des œuvres de cette collection hospitalière. Le musée d'art et d'histoire de l'hôpital Sainte-Anne, Anne-Marie Dubois en est responsable scientifique et commissaire d'exposition.

## Publications

### Catalogues d'exposition
- Entre art des fous et art brut. La Collection Sainte-Anne, Paris, Somogy Éditions d’Art – MAHHSA, 2017, 160 p.[8]
- De l’art des fous à l’art psychopathologique. La Collection Sainte-Anne, Paris, Somogy – MAHHSA, 2018, 176 p.[9]
- Rien à voir. Quand la création échappe au symptôme, Infine Éditions d’Art – MAHHSA, 2019, 176 p.
- Unica Zürn, Infine Éditions d’Art – MAHHSA, 2020, 176 p.[10]
- Follement drôle – Wahnsinnig komisch, en collaboration avec Thomas Röske, Infine Éditions d’Art – Collection Prinzhorn – MAHHSA, 2020, 232 p.
- Maisons, en collaboration avec Margaux Pisteur, Infine Éditions d’Art – MAHHSA, 2021, 160 p.
- Corinne Deville 1930 – 2021. Vivre en peinture, Infine Éditions d’Art – MAHHSA, 2022, 160 p.[11]

### Ouvrages
- Art-thérapie et Enfance, Contextes, principes et dispositifs, avec Corinne Montchanin, Paris, Elsevier Masson, 2015, 136 p[12].
- Art-thérapie : Principes, méthodes et outils pratiques, Paris, Elsevier Masson, 2013, deuxième édition 2017, 156 p.